# Vääräjärvi (sjö i Norra Österbotten, lat 65,32, long 28,57)
Vääräjärvi är en sjö i Finland. Den ligger i kommunen Taivalkoski i landskapet Norra Österbotten, i den centrala delen av landet, 600 km norr om huvudstaden Helsingfors. Vääräjärvi ligger 232,1 meter över havet. Arean är 1,36 kvadratkilometer och strandlinjen är 10,19 kilometer lång. Sjön  ingår i Ijo älvs huvudavrinningsområde. 